# باول كايرني
باول كايرني (بالإنجليزية: Paul Cairney)‏ هو لاعب كرة قدم بريطاني في مركز الوسط، ولد في 29 أغسطس 1987 في غلاسكو في المملكة المتحدة. لعب مع نادي بارتيك ثيسل ونادي سانت ميرين ونادي كيلمارنوك ونادي هيبرنيان.

## وصلات خارجية
- باول كايرني على موقع قاعدة بيانات كرة القدم.إي يو (الإنجليزية)
- باول كايرني على موقع Soccerbase.com (لاعب) (الإنجليزية)
- باول كايرني على موقع Soccerway.com (الإنجليزية)